# 철권 5
《철권 5》(鉄拳5, 텍켄 5, Tekken 5)는 남코의 대전 격투 게임인 철권 시리즈의 5번째 작품이다.

## 스토리
카자마 진이 혼-마루에서 떠나간 후, 여러 헬리콥터들이 혼-마루로 다가온다. 탈진해 있던 헤이하치와 카즈야는 어디선가 들려오는 다수의 헬기소리에 눈을 뜬다.
혼-마루를 완전히 포위한 헬기들은 엄청난 수의 잭-4를 내보낸다. 목표는 카즈야와 헤이하치를 죽이는 것이었다. 카즈야는 자신이 'G 사(社)'에 더 이상 필요없고 이제 죽여야겠다고 생각한 'G 사' 관계자가 잭-4를 보냈다고 추리한다.
결국 본의 아니게 카즈야와 헤이하치는 서로 등을 맞대고 함께 싸운다. 그러나 점점 체력을 잃어가는 헤이하치를 본 카즈야는 자신의 아버지인 헤이하치를 잭-4를 던지고 도망간다.
한순간이나마 믿었던 카즈야의 배신에 헤이하치는 "너이놈 카즈야" 라고 분노한 후, 헤이하치를 둘러싼 JACK-4들은 일제히 자폭해 버린다.
폭발에 휩싸이는 혼마루를 바라보며, 수수께끼의 닌자(레이븐)은 조용히 보고한다.
「Heihachi Mishima is dead...」
「미시마 헤이하치는 죽었다...」
다음 날, 헤이하치가 행방불명이 되고, 미시마 재벌은 혼란 상태에 빠지지만, 어째서인지 혼란은 오래 가지 않고 다시금 잠잠해지고 2달 뒤 정체불명의 개최자에 의해 철권 5 대회가 열리게 된다.
그리고 카자마 진은 분노를 억제하고 헤이하치를 죽이지 않은 채 빠져나오지만, 그 후 몇 번이나 의식을 잃는 증상이 나타난다. 그리고 의식이 돌아오고 나면, 항상 주변의 모든 것들은 잿더미가 되어 있었다. 드디어 몸 안의 데빌 유전자가 자기의 의식을 침식하기 시작했다는 것을 알게 된 진은, 완전히 데빌 유전자에게 지배당하기 전에 저주받은 피의 근원인 미시마 가문을 없애고 자신을 정화시키기 위해 대회에 참가한다.
카즈야 역시 잭-4를 보내 자신을 살해하려고 했던 배후를 찾고, 복수 하기 위해 대회에 참가한다.
헤이하치는 폭발로 죽지 않고 살아남아 이 일을 주도한 일당을 찾기 위해 대회에 참가한다.
정체불명의 대회 개최자는 헤이하치의 아버지이자 카즈야의 할아버지, 진의 증조할아버지 인 미시마 진파치였다.
미시마 진파치는 「전설」이라고까지 불릴 정도로 강력하고 선(善)한 격투가였다. 심성이 선했기에, 대놓고 야심을 드러내는 헤이야치와는 사이가 좋지 않았다.
그런 반면에 손자인 카즈야에 대한 애정은 각별했고, 카즈야 또한 「가장 존경하는 인물은 할아버지」라고 할 정도로 진파치를 따랐다.
그러나 진파치는 헤이하치의 술책에 걸려 산 채로 혼마루 지하에 감금당한다. 헤이하치는 진파치를 산 채로 말려 죽이려 했었지만, 그 선한 진파치도 대놓고 악인의 길을 가는 아들에 대한 분노를 이기지 못하고 몸 속의 데빌 유전자에 넘어가 버린다. 그렇게 수십 년을 지하에서 아들에 대한 분노와 증오를 계속 키워가고 있었는데, 잭-4들의 자폭으로 혼마루가 폭발하자, 진파치 또한 다시 세상에 나타나게 된 것이다.
결국, 진은 결승전에 진출하고 데빌의 유전자에 의식을 침식당한 증조 할아버지 진파치와 싸우게 된다. 결국 진은 진파치를 물리치고 진파치는 굳으면서 산산 조각나 한 줌재로 사라진다.
그리고 진은 새로운 미시마 재벌의 총수가 된다.

## 게임 플레이
"철권 5"는 그 다지 인기를 끌지 못한 "철권 4"의 잃어버린 팬들을 다시 찾아오기엔 충분했다.
개선된 그래픽, 다시 돌아온 캐릭터들. 자연스러워진 동작들은 팬들을 열광시켰다.
철권5 콘솔판에는 철권, 철권 2, 철권 3의 아케이드 버전, 그리고 철권 5를 로딩할 때 잠깐 등장하는 슈팅 게임 스타 블레이드가 수록되어있다.
철권 4와 TAG는 사정상 수록이 되지 않았다고 한다.
"철권 5"에서는 캐릭터에게 집중적으로 길러 기타 치장 아이템이나 도구등을 포인트로 구매할 수 있게 되어있다. 그러나 이는 몇몇 캐릭터들만 가능하다.
게임 모드에는 스토리, 서바이벌, 타임 어택, 데빌 위딘, 아케이드 배틀 모드가 있으며, 이 모든 모드에서 포인트를 얻을 수 있다.
또, 아케이드 모드에서는 스테이지가 무한으로 나와 재미를 한층 더한다.
"철권 5"에 추가된 "데빌 위딘"모드는 철권 3와 철권 4에 수록된 "철권 포스" 모드와 비슷한 개념의 미니 어드벤쳐 게임이다.
카자마 진이 "G사"에서 잃어버린 엄마 준 카자마에 대한 정보를 얻기 위해 싸우는 모드로 진 카자마 외의 다른 캐릭터는 고를 수 없다.
그리고 이 모드에서는 진이 데빌진으로 변신하면 스페셜 기술을 쓸 수도 있다.
이 모드는 "G사"내에서 로봇 잭 들과 싸우며 정해진 임무를 완수해야 한다.
그리고 이 모드를 클리어 하는 것은 다른 모드에서 데빌 진을 쓸 수 있게 하는 3가지 방법 중 1가지이다.

## 캐릭터 목록

### 기존 캐릭터 / 돌아온 캐릭터
- 미시마 카즈야
- 폴 피닉스(성우 - 이시마루 히로야)
- 카자마 진
- 니나 윌리엄스
- 레이 우롱(성우 - 루트비히 판 베토벤)
- 마샬 로우
- 킹
- 링 샤오유
- 요시미츠(성우 - 시영준)
- 화랑(성우 - 엄상현)
- 줄리아 창
- 브라이언 퓨리(성우 - 팀 앨런)
- 크리스티 몬테이로
- 스티브 폭스
- 크레이그 머독
- 리 차오랑
- 안나 윌리엄스 (잠겨 있는 캐릭터)
- 백두산(성우 - 윤병화) (잠겨 있는 캐릭터)
- 브루스 어빈 (잠겨 있는 캐릭터)
- 왕 진레이 (잠겨 있는 캐릭터)
- 쿠마 (잠겨 있는 캐릭터)
- 간류 (잠겨 있는 캐릭터)
- 모쿠진 (잠겨 있는 캐릭터)
- 미시마 헤이하치 (잠겨 있는 캐릭터)
- 판다 (캐릭터를 고를 때 쿠마 위에 커서를 놓고 특정키를 누르면 나옴)
- 에디 골도 (캐릭터를 고를 때 크리스티 위에 커서를 놓고 특정키를 누르면 나온다.)

### 새로운 캐릭터
- 카자마 아스카
- 펭 웨이
- 레이븐 (철권)
- 로저 주니어 (잠겨 있는 캐릭터)
- 미시마 진파치 (치트 디바이스를 통해서만 플레이 가능)

(이후 후속작 중 하나인 철권 태그 토너먼트 2에서도 진파치 미시마가 참전하지만, 평준화를 위해 보스 때의 사기적인 기술, 판정을 일부 없애고 일반 캐릭터 정도로 하향 칼질을 당했다.)

## 평가
| 통합 점수  | 통합 점수 |
| 통합사     | 점수      |
| ---------- | --------- |
| 게임랭킹스 | 89.20%    |
| 메타크리틱 | 88/100    |
| 평론 점수  |           |
| 평론사     | 점수      |
| 게임스팟   | 9.2/10    |
| IGN        | 9.3/10    |

| 수상     | 수상                             |
| 평론사   | 수상                             |
| -------- | -------------------------------- |
| GameSpot | Best Fighting Game of 2005       |
| IGN      | Best PlayStation 2 Fighting Game |